# Chimarra lichiuensis
Chimarra lichiuensis är en nattsländeart som beskrevs av Li-Peng Hsu och Chin-Seng Chen 1996. Chimarra lichiuensis ingår i släktet Chimarra och familjen stengömmenattsländor. Inga underarter finns listade i Catalogue of Life.